# Thomas Alsgaard
Thomas Alsgaard (* 10. ledna 1972 Lørenskog) je bývalý norský reprezentant v běhu na lyžích, specialista na bruslařský styl. Je pětinásobným olympijským vítězem a šestinásobným mistrem světa.
Lyžování se věnoval od tří let, v roce 1991 se stal juniorským mistrem světa a v roce 1993 debutoval ve Světovém poháru. Na Zimních olympijských hrách v Lillehammeru vyhrál závod na 30 km a byl druhý ve štafetě. Na Zimních olympijských hrách 1998 získal dvě zlaté medaile: ve stíhacím závodě na 15 km a ve štafetě. Na Zimních olympijských hrách 2002 zvítězil ve štafetě a ve stíhacím závodě doběhli s Frode Estilem ve stejném čase na druhém místě. Rok po olympiádě byl vítězný Johann Mühlegg usvědčen z užívání zakázaných látek a diskvalifikován, Estil i Alsgaard tak obdrželi zlaté medaile.
Na mistrovství světa v klasickém lyžování byl čtyřikrát členem vítězné norské štafety, také vyhrál stíhací závod v roce 1999 a třicítku v roce 2003. Během kariéry vyhrál ve Světovém závodě třináct individuálních závodů a tři štafety, v sezóně 1997/98 získal křišťálový glóbus pro vítěze celkové klasifikace. V roce 2001 mu byla udělena Holmenkollenská medaile.
Věnoval se také lyžařským maratónům, v roce 2010 byl druhý na Jizerské padesátce. Od roku 2016 je majitelem vlastního lyžařského týmu Team LeasePlan.